# Remgewicht

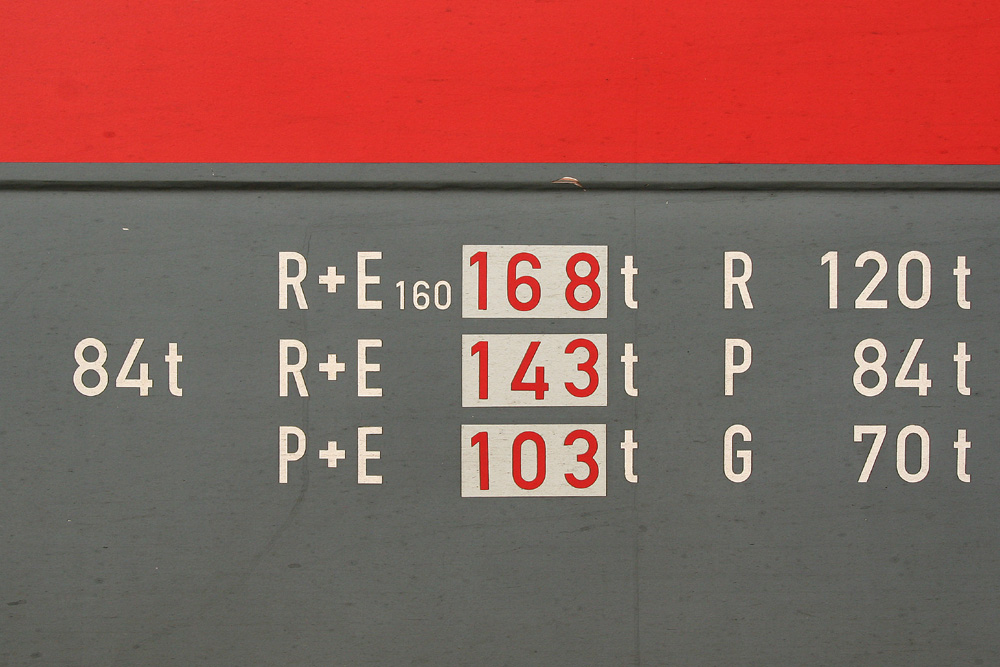
Remgewichtopschriften op een locomotief Baureihe 101

Het remgewicht is een natuurkundig incorrecte eenheid voor de remkracht van een spoorvoertuig. Deze staan meestal op het spoorvoertuig geschreven en dienen ter berekening van het rempercentage en daarmee de remkracht van de gehele trein. De maximumsnelheid van een trein is onder andere afhankelijk van het rempercentage.

## Bepaling
Het remgewicht voor remstand P is 4/5 van de massa die de remmen, op een plat vlak en bij windstille omstandigheden, binnen 1000 meter vanaf een snelheid van 120 km/u tot stilstand kunnen brengen. Dit wordt bepaald door simulaties en praktijkproeven.
Heeft een spoorvoertuig bijvoorbeeld een totale massa van 50 t en een remgewicht van 40 t, dan moeten de remmen op dit voertuig het geheel binnen de 1000 m tot stilstand kunnen afremmen vanaf 120 km/u. Het rempercentage is in dit geval 80 %. In het geval dat het spoorvoertuig minder weegt dan 1,25 maal het remgewicht, dan kan het verschil gebruikt worden om ongeremd gewicht van een ander spoorvoertuig af te remmen. Wanneer de totale massa bijvoorbeeld 40 t bedraagt en het remgewicht evenwel 40 t, dan kan het spoorvoertuig zowel zichzelf als 10 t ongeremd gewicht van een ander voertuig binnen de gestelde eisen tot stilstand brengen.

## Opschriften

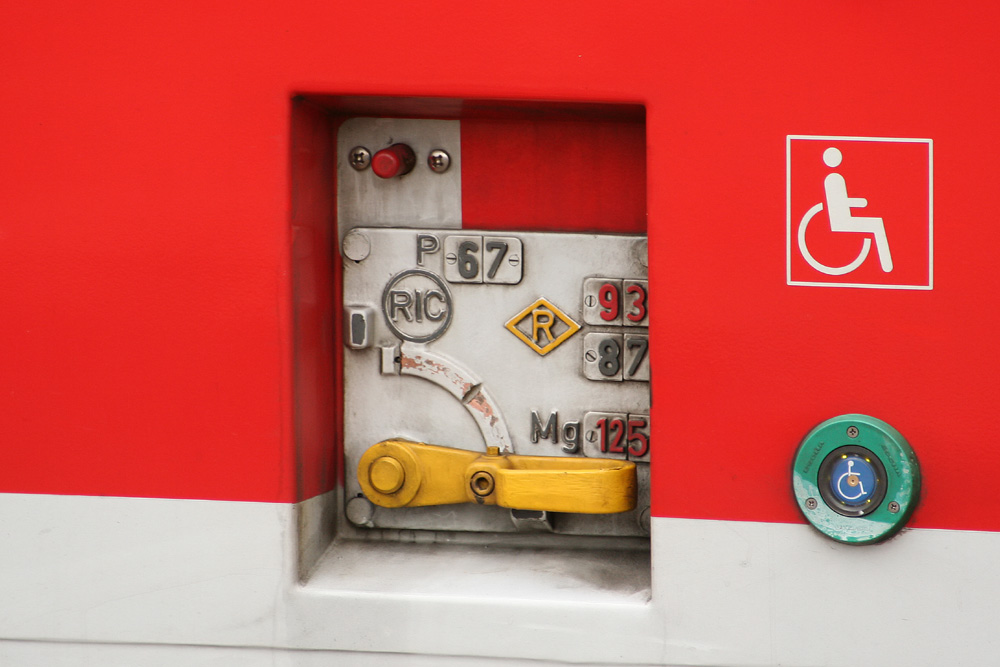
Hendel voor reminstellingen met bijbehorende remgewichten

Spoorvoertuigen hebben meerdere remstanden en remsystemen, bij elk daarvan hoort weer een ander remgewicht. Een lijst van aanwezige reminstellingen en remgewichten staat meestal weergegeven op de zijkant van het voertuig. De reminstelling met het hoogste remgewicht staat in de linkerbovenhoek.
- Bij tractievoertuigen worden de remgewichten waarbij gebruikgemaakt wordt van een dynamische rem (E, H en M) in rood weergegeven.
- Bij de remstand R (en ook R+Mg) wordt bij aanwezigheid van een snelremmingsversneller twee remgewichten genoteerd, in wit zonder en in rood met de extra remkracht van de snelremmingsversneller.[1]
- Magneetremmen worden alleen gebruikt bij een snelremming, maar niet bij een bedrijfremming. Als de remmen in de stand R+Mg staan, moet het remgewicht van stand R genomen worden bij het berekenen van het rempercentage.[2]
- In sommige gevallen mag een remgewicht niet voor een snelremming meegerekend worden, omdat de werking niet voldoende gegarandeerd kan worden. In dit geval wordt het remgewicht voor deze rem niet in de opschriften vermeld. Vaak gaat het hier om elektrische (E), hydraulische (H) of motor (M) remmen.[3]
- De opschriften R+E160 geeft het extra remvermogen tussen de 140 km/u en 160 km/u weer op Duits materieel.
- De reminstelling FspBr of FspB (Federspeicherbremse) is een type parkeerrem.